# Plaça de la Universitat
La plaça de la Universitat de Barcelona és un espai públic situat a la confluència de la ronda de Sant Antoni, ronda de la Universitat i els carrers dels Tallers i de Pelai, que forma part del circuit de les antigues Rondes de Barcelona, que separen Ciutat Vella de l'Eixample.

## Història

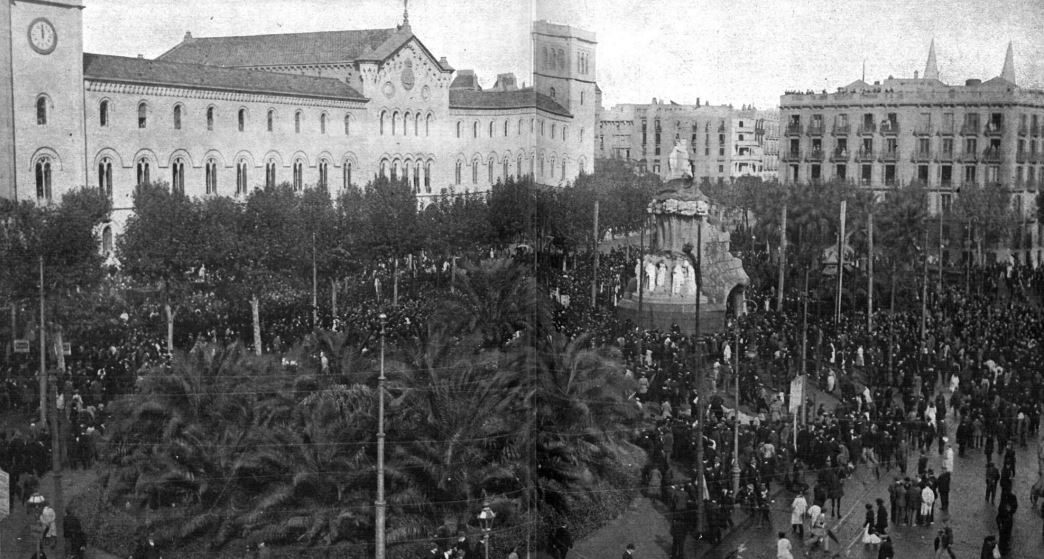
Inauguració del Monument al Doctor Robert el 1910

La plaça fou urbanitzada vers el 1872 als terrenys del baluard dels Tallers de l'antiga Muralla de Terra, i deu el nom a l'edifici històric de la Universitat de Barcelona, que des de 1871 va acollir tots els ensenyaments universitaris de la ciutat. De 1910 a 1940 hi estava situat el Monument al Doctor Robert.

## Transports
A la plaça hi ha l'estació d'Universitat del Metro de Barcelona, on conflueixen la línia 1 i la línia 2. També hi havia un accés (actualment sense servei) a l'estació de rodalies de Plaça Catalunya, que es preveu pugui ser reobert en un futur.